# ساختمان اداره دارایی (یزد)
ساختمان اداره دارایی مربوط به دوره پهلوی اول است و در یزد، خیابان امام خمینی (ره)، محله قلعه کهنه واقع شده و این اثر در تاریخ ۲۵ اسفند ۱۳۷۸ با شمارهٔ ثبت ۲۶۰۸ به‌عنوان یکی از آثار ملی ایران به ثبت رسیده است.
این اثر در سال‌های ۱۳۹۳ تا ۱۳۹۵ به همت مدیران امور اقتصادی و دارایی ( آقایان علی نمازی و محمد دهقان منشادی) و مدیران وقت استانداری و میراث فرهنگی مورد بازسازی اصولی قرار گرفته است